# Colorful (9nineの曲)
「colorful」（カラフル）は、9nineの13枚目のシングル。2013年2月6日にSME Recordsから発売された。

## 概要
前作「White Wishes」から約2ヶ月ぶり、2013年第1弾シングル。タイトル曲はアニメ映画『スタードライバー THE MOVIE』主題歌。9nineにとって初の映画主題歌となる。『通常盤』のほか、DVDに2012年8月19日・日比谷野外大音楽堂で開催されたワンマンライブ『野音の9nine』の映像を収録した『初回生産限定盤A』『初回生産限定盤B』、「colorful」のミュージックビデオを収録した『期間限定初回仕様盤(豪華スタドラ盤)』の4形態で発売された。

## 収録曲
1. colorful [4:34]
作詞：U-ka / 作曲：巴川貴裕 / 編曲：飛内将大
「何が起こっても 絶対!大丈夫だから」という前向きで力強い歌詞が印象的な、疾走感あふれるナンバー。また、映画の監督である五十嵐卓哉は「9nineの皆さんにはTVシリーズに引き続き、疾走感のある爽快な楽曲を提供して頂いて、見ている人を映画の世界へぐっと引き込むキラキラとしたパワーを頂きました」とコメントを寄せた[3]。
2. やさしい雨 [4:17]
作詞：Akuru Kagi / 作曲：森口有美 / 編曲：h-wonder
3. 少女トラベラー（tofubeats remix） [5:25]
4. colorful（Instrumental） [4:30]
5. やさしい雨（Instrumental）

## 初回特典
1. DVD
  - 初回生産限定盤A
    - 『9nineワンマンライブ"野音の9nine"@日比谷野外大音楽堂/2012.8.19』ライブ映像
      1. koizora
      2. 流星のくちづけ
      3. いける、いける!

  - 初回生産限定盤B
    - 『9nineワンマンライブ"野音の9nine"@日比谷野外大音楽堂/2012.8.19』ライブ映像
      1. 9nine o'clock
      2. 困惑コンフューズ
      3. SHINING☆STAR

  - 期間限定初回仕様盤（豪華スタドラ盤）
「colorful」 Music Video
    - 監督：瀬里義治
2. 9nineメンバーイラストワイドキャップステッカー（期間生産初仕様盤のみ）
3. オリジナルトレカ（全6種・各種共通）
4. 2013年3月10日(日)ワンマンライブ『サンプラザの9nine』CD購入者限定特別先行受付（各種共通）

## タイアップ
| 曲名     | タイアップ                                                                                 |
| -------- | ------------------------------------------------------------------------------------------ |
| colorful | アニメ映画『スタードライバー THE MOVIE』主題歌 テレビ朝日『MUSIC STATION』MトピコーナーBGM |